# أولاد سي ابراهيم (آيت عمار)
أولاد سي إبراهيم هي إحدى مشيخات المملكة المغربية، تتبع جغرافيا لإقليم خريبكة وإداريًا لآيت عمار. يقدر عدد سكانها بـ 1,549 نسمة حسب الإحصاء الرسمي للسكان والسكنى لسنة 2004.